# Georg Bruchmüller
Georg Bruchmüller (Berlino, 11 dicembre 1863 – Garmisch-Partenkirchen, 26 gennaio 1948) è stato un generale tedesco, che prestò servizio come colonnello d'artiglieria nel corso della prima guerra mondiale. Per aver studiato e sperimantato con successo un innovativo sistema di utilizzo dell'artiglieria in supporto alle operazioni di attacco della fanteria fu decorato con l'Ordine Pour le Mérite con fronde di quercia e della Croce di Cavaliere dell’Ordine militare di Massimiliano Giuseppe.

## Biografia
Nacque a Berlino l’11 dicembre 1863, all’interno di una famiglia di classe media. Dopo aver studiato fisica all'Università di Berlino, abbandonò gli studi nel 1883 arruolandosi volontario come cadetto per tre anni nell'Deutsches Heer l’8 agosto dello stesso anno. Assegnato al Fußartillerie-Regiment „von Linger“ (Ostpreußisches) Nr. 1 di Königsberg, un mese dopo fu trasferito presso il Rheinische Fußartillerie-Regiment Nr. 8 di Metz, dove fu promosso alfiere il 13 marzo 1884, sottotenente il 14 febbraio 1885, e tenente il 14 settembre 1893.
Con il trasferimento presso il Fußartillerie-Regiment "Encke" (Magdeburgisches) Nr. 4, avvenuto il 18 agosto 1896, fu promosso capitano e comandante di compagnia. Ricoprì tale incarico per tre anni, passando il 16 marzo 1905, con le stesse funzioni, al Lehr-Regiment della Fußartillerie-Schießschule di Jüterbog. Il 15 febbraio 1907 fu trasferito all’Hohenzollernschen Fußartillerie-Regiment Nr. 13, e poi divenne insegnante presso l’Oberfeuerwerker-Schule di Berlino. Promosso maggiore il 18 ottobre 1909, il 20 aprile dell’anno dopo fu trasferito come ufficiale d’artiglieria da fortezza sulle fortificazioni a protezione dell’alto corso del Reno. Il 14 settembre 1910 assunse l’incarico di comandante del II Battaglione d’artiglieria del Fußartillerie-Regiments "von Hindersin" (1. Pommersches) Nr. 2, lasciando l’incarico il 30 settembre 1912 per assumere quello di insegnante presso la Fußartillerie-Schießschule di Jüterbog. Per problemi di salute l’anno seguente fu messo a disposizione con il grado di tenente colonnello.
All'inizio della prima guerra mondiale fu richiamato in servizio attivo, diventando poco tempo dopo comandante dell’artiglieria della 86ª Divisione impegnata sul fronte orientale. Nel corso del 1915 si distinse in tredici azioni, venendo decorato con la Croce di Ferro di prima classe e di seconda classe. Quando l’esercito russo lanciò l'Offensiva del lago Narač (18-30 marzo 1916), egli, in vista del contrattacco tedesco, convinse il comandante della 10. Armee, Generaloberst Hermann von Eichhorn, a costituire un comando centrale dell’artiglieria. Egli elaborò una nuova strategia di fuoco per supportare l'attacco della fanteria, che contribuì alla vittoria tedesca, venendo per questo insignito dell’Ordine Pour le Mérite. il 1 maggio 1917, a cui aggiunse le foglie di quercia il 26 marzo 1918. 
Prima della fine del conflitto prestò servizio nel comando generale dell’artiglieria presso l’OHL e quindi come comandante dell’artiglieria pesante sul fronte occidentale. All’atto della smobilitazione fu messo definitivamente in pensione con il grado di colonnello il 18 gennaio 1919, non transitando in servizio nella neocostituita Reichswehr. Promosso generalmajor a titolo onorifico, fu insignito del Tannenbergtag il 27 agosto 1939, e si spense a Garmisch-Partenkirchen  il 26 gennaio 1948.

### La Feuerwalze
Bruchmüller ideò un innovativo sistema di appoggio agli attacchi della fanteria organizzati secondo le teorie di von Lossberg e von Hutier, che prevedevano di ammassare nelle immediate vicinanze del fronte, e nella più completa segretezza, le truppe da impiegare nell’attacco che erano state accuratamente addestrate. La tattica di Bruchmuller prevedeva che poco prima dell’azione l’artiglieria avrebbe effettuato un brevissimo, ma concentrato e violento bombardamento preparatorio, al termine del quale i reparti d’assalto sarebbero entrati in azione a piccoli gruppi (Stoßtrupp), infiltrandosi nelle linee nemiche avanzando velocemente e lasciandosi alle spalle i centri di resistenza principali, che sarebbero stati neutralizzati in un secondo tempo dalle truppe di seconda linea sopraggiungenti. Tale azione avrebbe paralizzato i centri di comando e le comunicazioni del nemico.
Tale tattica fu estesamente impiegata durante l’Offensiva Brusilov (4 giugno-20 settembre 1916) quando Bruchmüller comandò le 76 batterie di artiglieria dell’Heeresgruppe von Linsingen, nel luglio 1917 quando comandò le 134 batterie durante il contrattacco che consentì di riconquistare Tarnopol ai russi, dopo la sconfitta dovuta all'Offensiva Kerenskij e nella battaglia di Riga del settembre 1917 che consentì l’occupazione della città lettone. A quel tempo Bruchmüller comandava l'artiglieria della 8. Armee al comando del generale Oskar von Hutier. Dopo che la Feuerwalze fu utilizzata con successo durante la battaglia di Caporetto dell’ottobre 1917, che portò il Regio Esercito italiano sull’orlo del collasso, essa ebbe la sua massima espressione durante l’Offensiva di primavera del 1918 (Operazione Michael) che costò agli Alleati la perdita di 90.000 uomini, gran parte dei quali catturati, migliaia di cannoni e mitragliatrici e consentì all’esercito tedesco di avanzare di circa 65 km su un fronte di 80. Durante la fase iniziale di Michael vennero sparati dall’artiglieria tedesca 3,5 milioni di proiettili in circa cinque ore, cioè quasi 200 proiettili al secondo.

## Pubblicazioni
- Die deutsche Artillerie in den Durchbruchschlachten des Weltkrieges, E.S. Mittler & Sohn Berlin 1921.
- Die Artillerie beim Angriff im Stellungskrieg, Verlag Offene Worte, Berlin/Charlottenburg 1926.
- Sippen meiner Ahnen und ihre engere Heimat, Berlin, 1938.

### Annotazioni
1. ↑  Era affetto da diabete, secondo alcune fonti provocato da una rovinosa caduta da cavallo.
2. ↑  Si trattava della più alta decorazione militare tedesca, ed egli uno dei soli quattro ufficiali d'artiglieria di alto livello ad esserne insigniti durante la prima guerra mondiale.
3. ↑  Era stato insignito dell'Ordine Pour le Mérite il 1 maggio 1917.

### Fonti
1. 1 2 3  Hildebrand, Zweng 2011, pp. 208-210.
2. 1 2 3 4 5 6 7 8 9  Demmler 1955, p. 643.
3. ↑  Zabecki 1994, pp. 27-31.
4. ↑  Zabecki 1994, p. 28.
5. 1 2 3 4  Tucker 2014, p. 204.
6. ↑  Zabecki 1994, p. 144.
7. 1 2 3 4 5 6  Luraghi 2002, p. 9.
8. 1 2 3  Möller 1935, pp. 159-162.

### Pubblicazioni
- Raimondo Luraghi, Carri armati, in Storia Militare, n. 110, Parma, Ermanno Albertelli Editore, novembre 2002,  pp. 4-13.